# Caganer

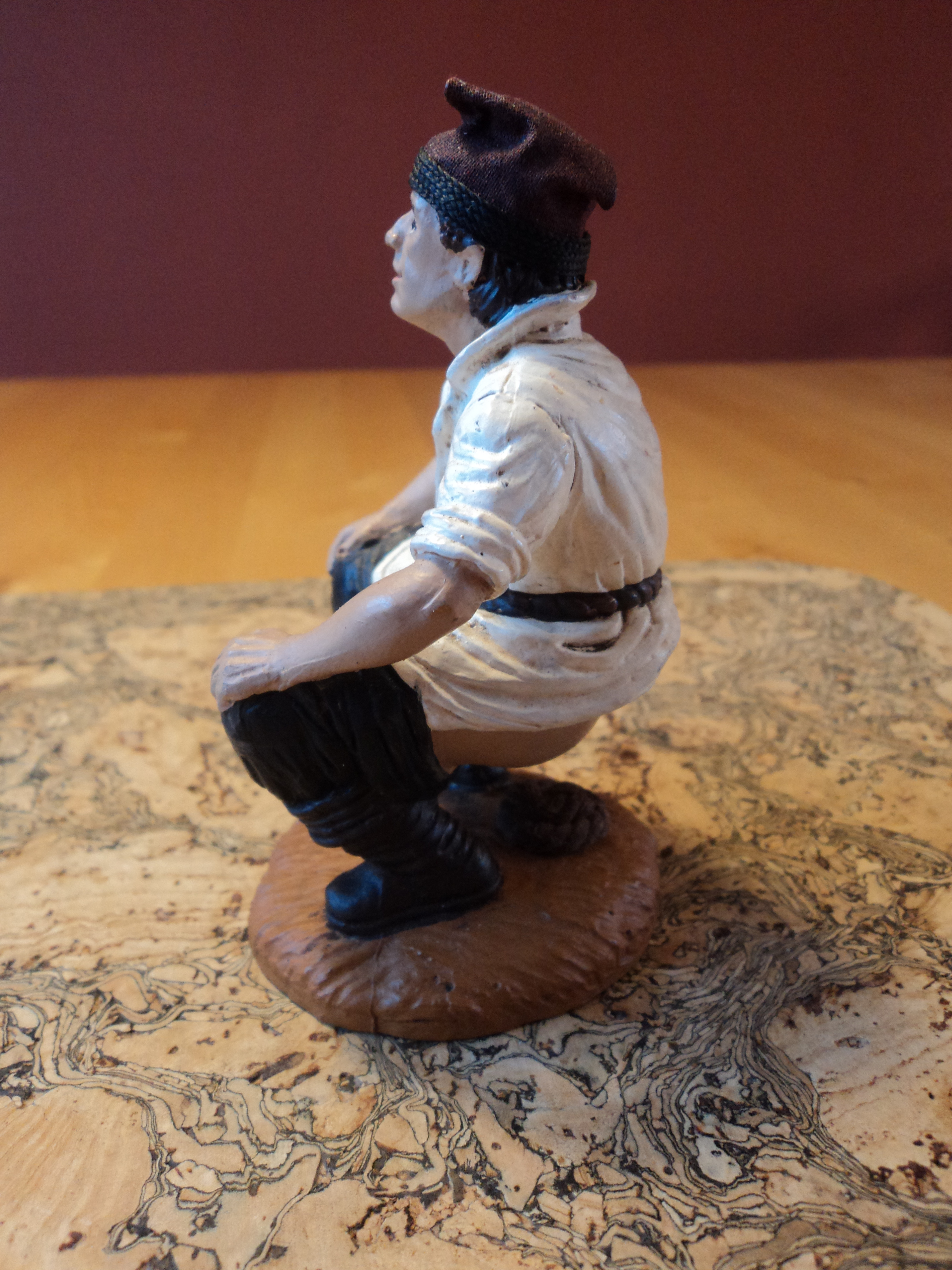
Traditionell caganer, med barretina på huvudet.

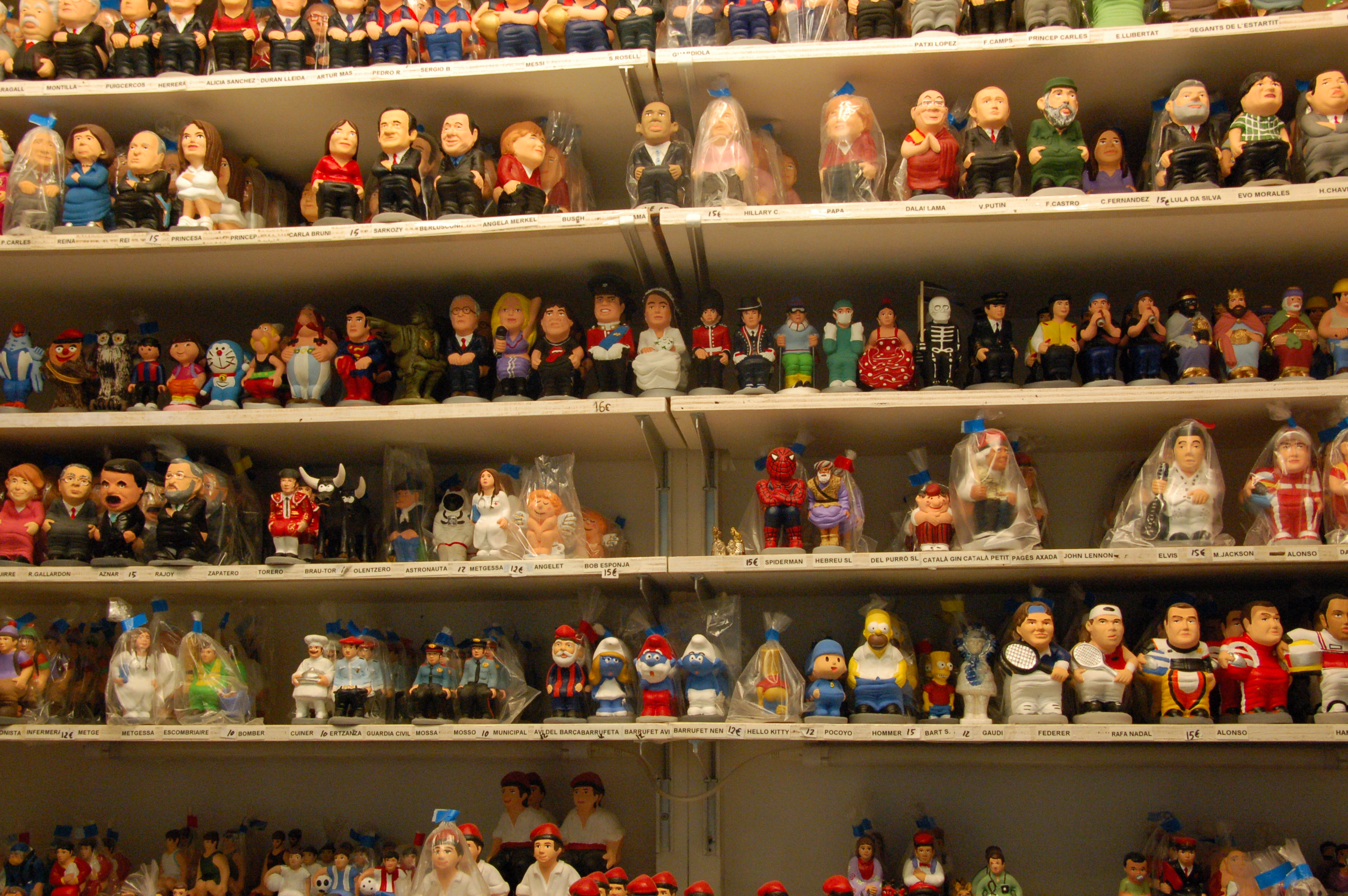
Hylla i butik med olika sorts caganer-figurer.

Caganer (katalanska: skitare) är en figur som traditionellt finns med i julkrubbor i Katalonien, som en del av folkkulturen. Det är traditionellt en huksittande man som är klädd i bondekläder med röd luva (barretina) och uträttar sina naturbehov. Han är alltid lite dold, och barnen ska försöka hitta honom. I modern tid har en mängd varianter skapats, ofta föreställande kända personer.

## Funktion och utseende
Placeringen i julkrubban skapar en pragmatisk kontrast till den i övrigt sakrala julscenen med krubban. Figuren är traditionellt klädd i en barretina, sitter på huk, röker pipa eller cigarr och kan ibland läsa en tidning. En griskulting kan ibland synas bakom honom.
Närvaron av caganer sägs ha den symboliska betydelsen att bringa god skörd på åkrarna, genom kopplingen till gödselspridning. Den folkligt skatologiska kopplingen hos figuren återfinns även i tió de nadal.

## Historik och spridning
Traditionens ursprung är okänt, men traditionen har funnits åtminstone sedan 1700-talet. Ibland dateras starten för traditionen till sent 1600- eller tidigt 1700-tal, men redan tidigare hade sådana figurer synts på keramikskärvor med olika yrkeskategorier.
Figuren återfinns numera i tusentals varianter, ofta skämtsamma, med kungar, drottningar, påvar, diktatorer eller kändisar. Här finns även fotbollsspelare, politiker, skådespelare och sångare. Detta har lett till att de olika figurerna för många kan bli samlarobjekt. Dessutom har det bildats en förening helt ägnad på fenomentet – Amics del Caganer. I likhet med jättar och storhuvuden-företeelsen skapas det ofta olika figurer på lokal nivå.
Caganer-fenomenet är en viktig del av den julreraterade populärkulturen i Katalonien. Den har dock även spritts långt utanför regionen, inklusive till sydspanska Murcia, Portugal och syditalienska Neapel. I dessa trakter kan fenomenet benämnas som cagones, cagões respektive cacone eller pastore che caca ('den skitande herden').